# آوای مهر
آوای مهر آلبومی از حسین علیزاده است که در قالب نوار کاست در سال ۱۳۷۰ پخش شد. علیزاده این آلبوم را پس از زمین لرزه رودبار در ۱۳۶۹ پخش کرد و آلبوم را هم به زلزله‌دیدگان شمال تقدیم کرد.
موسیقی این آلبوم در دو بخش گوناگون ساخته شده‌است. روی نخست این کاست که توسط ارکستر سازهای ملی اجرا شده‌است، دربردارندهٔ آهنگ‌هایی است که ریشه در موسیقی ملی ایران دارد و علیزاده بر پایه ذهنیاتی که از ملودی‌های بومی ایرانی دارد و با استفاده از آمیختن همزمان صداها، آهنگ‌ها را به وجود آورده‌است. آهنگ‌های «زندگی»، «طلوع»، «عمق فاجعه»، «آوای مهر» و «عروج» نشان‌دهندهٔ واکنش علیزاده به زمین‌لرزه‌ای که رخ داده را بازگو می‌کند.
علیزاده در قطعه «عصیان» که در روی دوم کاست قرار دارد از امکانات و نوآوری‌های موسیقی غربی استفاده کرده‌است و ضبط این قطعه هم در تابستان سال ۱۳۶۷ و در سالن شهرداری استراسبورگ انجام شده‌است. قطعهٔ «رؤیا» هم در سال ۱۳۶۹ و در رادیو اتریش ضبط شده‌است.

## بازنشر
آوای مهر به همراه آلبوم نی نوا در قالب لوح فشرده و با نام نی‌نوا/آوای مهر هم پخش شده‌است.
نسخه‌ای از این آلبوم در قالب لوح فشرده توسط مؤسسه فرهنگی هنری ماهور در سال ۱۳۹۳ پخش شد.

## فهرست آهنگ‌ها

### نسخه کاست
روی الف
1. «زندگی»: خواننده هادی حمیدی
2. «طلوع»
3. «عمق فاجعه»: خواننده هادی حمیدی
4. «آوای مهر»
5. «عروج»

روی ب
1. «عصیان» (فانتزی برای سازهای زهی، هارپ، سازهای کوبه‌ای)
2. «رؤیا» (فانتزی برای فلوت و هارپ)
3. «ریتم برای سازهای کوبه‌ای»
4. «جستجو»

### نسخه سی‌دی بازنشر
1. «زندگی» : خواننده هادی حمیدی
2. «طلوع»
3. «عمق فاجعه»: خواننده هادی حمیدی
4. «آوای مهر»
5. «عروج»
6. «ریتم برای سازهای کوبه‌ای»
7. «سواران دشت امید»
8. «نوروز»
9. «عصیان»
10. «رؤیا»